# Eilica tikaderi
Eilica tikaderi är en spindelart som beskrevs av Norman I. Platnick 1976. Eilica tikaderi ingår i släktet Eilica och familjen plattbuksspindlar. Inga underarter finns listade i Catalogue of Life.